# Drago Karl Ocvirk
Drago Karl Ocvirk, slovenski teolog in pedagog, * 1951.
Do upokojitve leta 2014 je predaval na Teološki fakulteti v Ljubljani. Na isti fakulteti je leta 1984 doktoriral iz teologije.

## Nazivi
- redni profesor za osnovno bogoslovje, živa verstva in misiologijo (1997)
- izredni profesor (1992)
- docent (1986)
- predavatelj (1981)

## Dela
- Lepo tveganje